# Maria Antonietta (Lever)
Maria Antonietta - L'ultima regina è una biografia di Maria Antonietta scritta da Evelyne Lever sulla base del precedente Marie Antoinette (1991). Il libro è stato pubblicato nel 2000.

## Il libro
Evelyne Lever traccia un ritratto impietoso di Maria Antonietta, descritta come una regina non all'altezza della situazione. Nel libro viene data ampia enfasi alle colpe della regina negli anni della rivoluzione francese.

## Testi simili
Altre autorevoli biografie sulla regina di Francia e Navarra sono:
- La vita segreta di Maria Antonietta - Memorie, scritta da Madame Campan, pubblicata post-mortem nel 1823.
- Maria Antonietta - Una vita involontariamente eroica, scritta nel 1932 da Stefan Zweig.
- Maria Antonietta - La vera storia di una regina incompresa, scritta nel 1953 da André Castelot.
- Maria Antonietta, scritta nel 1987 da Joan Haslip.
- Maria Antonietta, scritta nel 1991 da Carolly Erickson.
- Maria Antonietta - La solitudine di una regina, scritta nel 2001 da Antonia Fraser.

## Edizioni
- Evelyne Lever, Maria Antonietta - L'ultima regina, traduzione di Maddalena Mendolicchio, BUR Biografie, BUR Biografie, 2006,  pp. 448, cap. 37, ISBN 978-88-17-00940-9.